# Stazione di Mâcon-Loché TGV
La stazione di Mâcon-Loché TGV (in francese Gare de Mâcon-Loché-TGV) è una stazione ferroviaria di Mâcon, Francia.